# 完璧歸趙

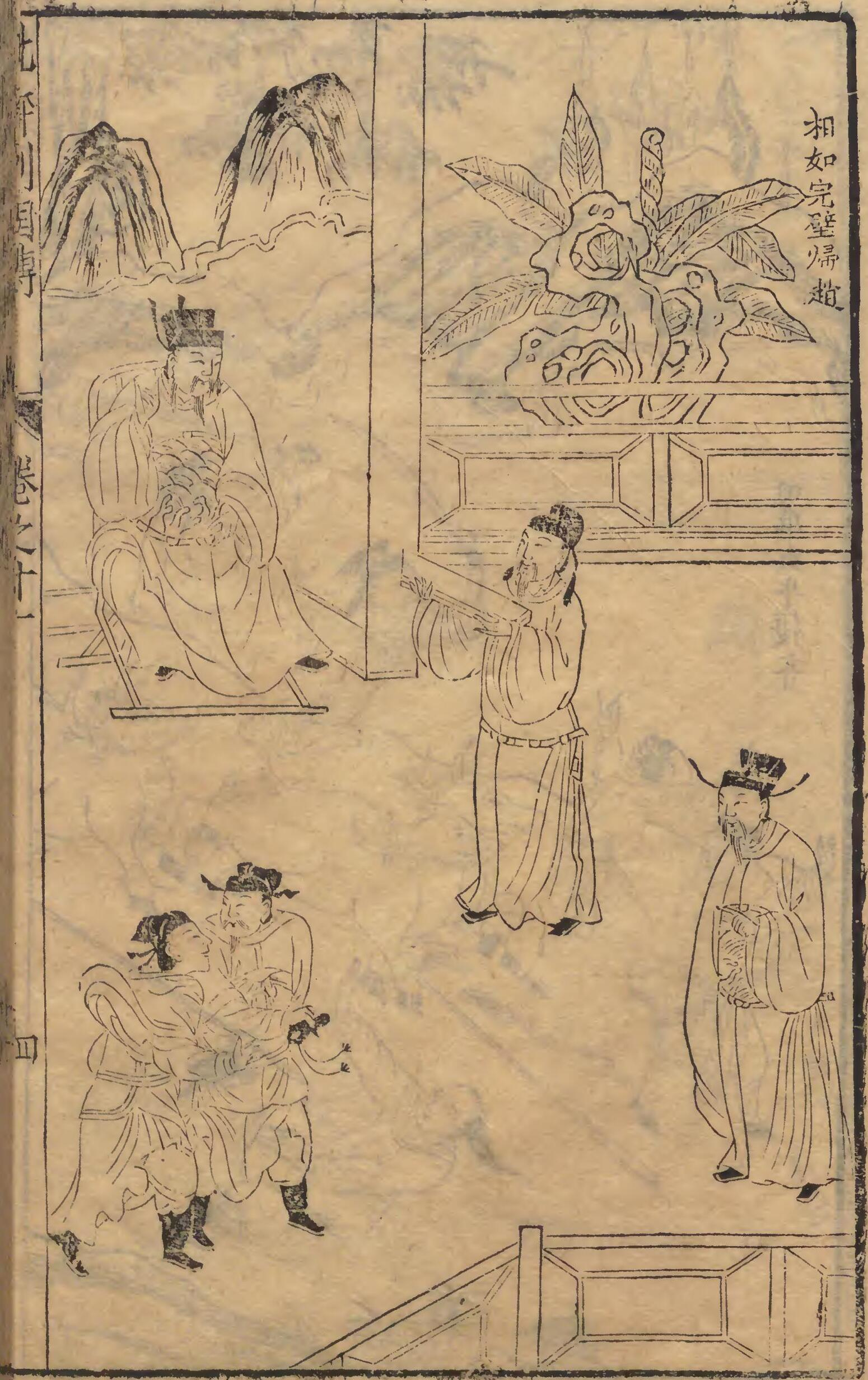
完璧歸趙

完璧歸趙出自西漢司馬遷《史記·廉頗藺相如列傳》，講述戰國時代趙人藺相如奉命攜帶國寶和氏璧出使秦國，雖受到秦王威脅仍安然而返的典故。

## 背景
公元前283年，趙王取得了楚國的和氏璧，秦昭襄王在聽到這個消息後，派人遣書趙王，表示願意以十五座城池交換和氏璧。趙王與大將軍廉頗等諸位大臣商議，但最後得不出結論，因為奉璧予秦國，則害怕得不到城池，不奉璧予秦國，則害怕被其攻打。
就在這個懸疑未定之時，宦官頭目繆賢上前向趙王獻計，表示其門客藺相如可以出使秦國。趙王則問：「何以得知？」 繆賢則表示以往他曾經犯罪，欲逃亡燕國，但藺相如阻止他，並問向他曉以利害，最後他亦因為沒有出走燕國，反而得到趙王饒恕的機會。因此他認為藺相如有智有謀，可委重任。
趙王於是召見藺相如，並詢問藺相如應否以和氏璧換取十五座城池。藺相如向趙王分析，秦強趙弱，不可不換。但趙王問如果給予秦王和氏璧，而秦王不給予他城池，可以怎辦。而藺相如則回答說不論怎樣，趙國都要冒風險，寧可秦國理虧，也不可讓趙國理虧。並且表示他願意攜璧入秦，而且如果秦王反悔，必保證完璧歸趙，趙王於是派他出使秦國。

## 過程
秦王於章臺接見藺相如，藺相如奉璧予秦王。秦王喜形於色，將和氏璧傳給美人及左右觀看，這時左右皆呼萬歲。藺相如看出秦王無意將城池給予趙國，於是向秦王說和氏璧有瑕疵，想向秦王指出，並向秦王取回璧玉。藺相如在取回和氏璧後即站在大柱旁，向秦王說：“趙王在眾臣異議中仍力排眾議，接納臣之提議，因為布衣之交尚不相欺，何況秦國為一大國！趙王為了保存秦趙之友好，在齋戒五日後使臣奉璧入秦。可惜秦王不但沒有給予趙國城池的打算，而且還將和氏璧傳給美人，實在是對臣的戲弄。”
說畢後，藺相如即作出撞柱的姿態，而秦王因為怕破壞了和氏璧，於是假意給予趙國十五個城池，但實際為全不可得到的地方。藺相如看穿了秦王的奸計，於是借故要秦王齋戒五日才奉上和氏璧，以拖延時間。就在這數天，藺相如派侍從攜璧返回趙國，自己留下應付秦王。
秦王在齋戒五日後，於大殿上設置九賓之禮，並傳召藺相如，藺相如應召上殿，並向秦王說：「秦國自秦繆公以來二十餘位君主，並未有信守誠諾者。因此臣誠恐秦王欺騙趙國，已命人持璧歸趙。秦強而趙弱，如果大王先割十五城予趙國，再派遣一位使者至趙國，趙國立即交出和氏璧。臣知道欺騙大王之論罪當誅，所以臣請赴湯鑊之刑，並不會有任何異議。」秦王與其群臣只得苦笑，這時左右之人正想將藺相如帶去行刑。但秦王卻制止，認為殺了藺相如也不會有大作用，不如放了他，保存秦趙之間的友誼。因此藺相如成功完璧歸趙。
藺相如歸國後，趙王認為他不辱使命，保存了趙國的體面，於是封其為上大夫。最終，秦國不給予趙國城池，趙國亦不給予秦國和氏璧。

## 評論
後人王世貞（明朝）認為，完璧歸趙是情勢使然。當時秦國或許有搶奪和氏璧之意，但並非想以和氏璧為理由攻打趙國。否則以藺相如欺秦王，趙國理屈在先，秦王大可以殺了藺相如，再派大將白起率十萬大軍逼近趙國首都邯鄲，以和氏璧為由向趙國興師問罪。秦國若打一次勝仗就足以讓趙國族滅藺相如，打兩次勝仗，和氏璧終究會到秦國手上。

## 相关文学作品
《斧声烛影》吴蔚著 中国民主法制出版社
《和氏璧》吴蔚著 中国民主法制出版社